# 퉁쏠치
퉁쏠치는 페르카목 쑤기미과에 속하는 조기어류이다. 한국, 일본, 필리핀 등에 서식하는 바닷물고기이다. 몸을 굵고 짧으며 머리는 크다. 몸 색깔은 붉은색이다. 산호와 암반이 있는 지역에 서식한다. 독이 있어 조심해야 한다.